# Тайрус
Джордж Мёрдок (англ. George Murdoch; род. 21 февраля 1973 года) — американский рестлер и актёр, получивший известность по выступлениям в WWE под именем Бродус Клэй и в Impact Wrestling под именем Тайрус. В настоящее время выступает в National Wrestling Alliance (NWA), где является действующим чемпионом мира NWA в тяжёлом весе. До прихода в рестлинг работал охранником известного рэп-исполнителя Snoop Dogg.

## Карьера в рестлинге

### World Wrestling Entertainment / WWE

#### Deep South Wrestling (2006—2007)
После подписания контракта с WWE Мердок был направлен на тренировочную площадку Deep South Wrestling. Свой дебют совершил в 2006 году под именем G-Rilla, используя гиммик гангстера. В своём первом матче Бродус победил Большого Балли Дагласа в тёмном матче. В начале января 2007 года Клэй враждовал с группировкой Urban Assault, которая вероломно вмешивалась в матчи. Вместе с Фрейкин Диаконом они организовали команду и победили Urban Assault в командном матче. В марте того же года они побеждают в двух командных матчах DSW командных чемпионов Team Elite, в которую входили Майк Нокс и Деррик Нейкирк.

#### Florida Championship Wrestling (2007—2008)
В Июне 2007 года, Бродуса переводят на подготовительную площадку Florida Championship Wrestling. Он дебютировал 26 июня на шоу FCW в матче против Шона Озборна в котором одержал победу. 15 сентября Клэй выиграл матч за претендентство на пояс южного чемпиона FCW против Тедди Харта, но проиграл в матче за чемпионство по дисквалификации Гарри Смиту 25 сентября. 4 Февраля 2008 года с Бродусом был расторгнут контракт WWE.

#### Florida Championship Wrestling (2010—2011)
В Январе 2010 года Мердок повторно подписал контракт с WWE и вернулся на подготовительную площадку FCW. 1 Июля Бродус дрался в матче за командное чемпионство против Эпико и Примо, но проиграл. 12 Августа того же года у него был ещё один матч за командное чемпионство против тех же Эпико и Примо, но опять Бродус проигрывает. В октябре Клэй появляется на одном из домашних шоу WWE в матче против JTG в котором Бродус терпит поражение.

#### The Funkasaurus and Tons of Funk (2011—2014)
После 9 матчей-сквошей на Superstars Бродус дебютирует на WWE RAW 9 Января 2012 года, используя гиммик Фанк-Танцора под псевдонимом «Фанказавр». Свои выходы на ринг Бродус делает в сопровождении двух танцовщиц Наоми и Кэмерон. На Рестлмании XXVIII Клэй устроил сценку, в которой он позвонил Маме Клэй и узнав, что она тоже на этом PPV попросил её выйти к нему и они начали развлекать зрителей танцами. На следующем RAW после Рестлмании, Бродус встал на защиту Сантино Мареллы, которому после матча хотели отомстить Дольф Зигглер и Джек Сваггер. На следующем RAW у них был командный матч в котором Клэй и Марелла одержали победу.
20 Апреля на шоу Smackdown! Бродус выходит к рингу в сопровождении Хорнсвоггла и 23 апреля на RAW они побеждают Зигглера и Сваггера в командном матче по дисквалификации. На Extreme Rules 2012 у Клэя был матч против Зигглера в котором Бродус одерживает победу. Это был первый телевизионный матч Бродуса, который не был сквошем.
Перед No Way Out Бродус оказался втянутым во фьюд Джона Сины и Биг Шоу, в итоге на одном из выпусков RAW Биг Шоу жестоко избил Клэя. На самом PPV Бродус вышел со стулом и тем самым помешал Биг Шоу вылезти из клетки и победить. Через 2 недели на RAW у него был матч с Биг Шоу, где последний одержал победу и прервал серию Бродуса из 24 побед. На RAW вновь побеждает Дрю Макинтайра и JTG, а через две недели должен был драться с Дэмиеном Сэндоу, но Дэмиен напал на Бродуса когда тот только выходил на ринг, бой не состоялся.
Дальнейшая карьера Клэя шла в своём обычном ритме, он продолжал побеждать звёзд из лоу-карда и развлекать детей своими танцами. На Night Of Champions 2012 Бродус участвовал в Королевской Битве за претендентство № 1 за чемпионство США, но, несмотря на своё явное превосходство в этом матче он выбыл. На RAW 24.09.2012 у Клэя был матч против Тенсая, во время боя на ринг вышел, вернувшийся после отпуска Биг Шоу и атаковал Тенсая, а затем и Фанказавра.
После этого Бродус начал чаще побеждать, и создал команду с Тэнсайем-под названием Тонны Фанка. В первом матче они победили Эпико и Примо. На Роу они снова дрались и снова победили Бродус и Тенсай. Позже был ещё один матч на арене Суперстарс где победили Тонны Фанка. Счёт 3-0.На Хаус Шоу Тонны Фанка победили Майкла Макгилликати и JTG. На RAW Тенсай дрался с Биг Шоу но проиграл.
12 июня 2014 года был уволен из WWE.

## Фильмография
| Год  | Фильм          | Роль |
| ---- | -------------- | ---- |
| 2012 | Никто не выжил | Итан |

## В рестлинге
- Финишеры
  - Chokeslam
  - What The Funk (Сплэш с разбега)
  - Two Splash (Сплэш с Тенсайем)
  - Running Crossbody
- Коронные приёмы
  - Battering Ram
  - Body Avalanche
  - Clothesline
  - Fisherman Suplex
  - Scoop Powerslam
  - Running Powerslam
  - Exploder Suplex
- Псевдонимы
  - «The Mastodon of Mayhem»
  - «The Super Sexy Suplex Machine»

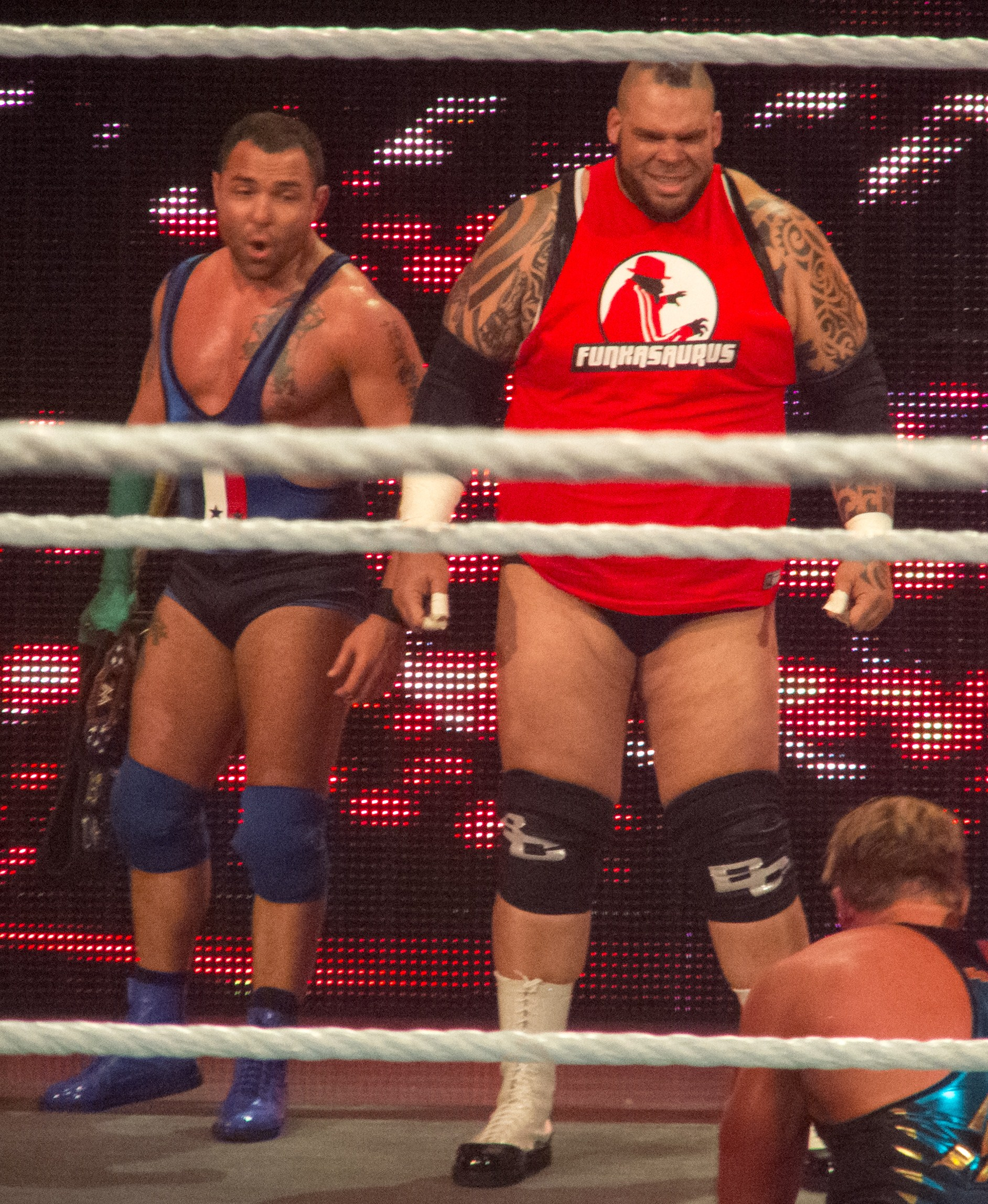
Бродус Клэй и Сантино Марелла

  - «The World’s Biggest Suplex Machine»
  - «The Funkasaurus»
- Музыкальные темы
  - «Rip It Up» от Джоша Пауэлла и Марка Уилльямса (4 августа 2011 — 7 ноября 2011)[1]
  - «Somebody Call My Momma» от Джима Джонстона (9 января 2012—2014)[2]

## Титулы и достижения
- National Wrestling Alliance
  - Чемпион мира NWA в тяжёлом весе (1 раз)[3]
  - Телевизионный чемпион мира NWA (1 раз)[4]
- Pennsylvania Premiere Wrestling
  - Чемпион PPW в тяжёлом весе (1 раз)[5]
- Pro Wrestling Illustrated
  - № 74 в топ 500 рестлеров в рейтинге PWI 500 в 2012 и 2013[6]
- Total Nonstop Action Wrestling
  - Bound for Gold (2015)[7]
- WWE
  - Slammy Award (1 раз)
    - Лучший танцор года (2012)[8]